# Idroromarchite
L'idroromarchite è un minerale.